# DHL Open 1989
DHL Open 1989 — жіночий тенісний турнір, що проходив на відкритих кортах з твердим покриттям Kallang Tennis Centre у Сінгапурі. Належав до турнірів 1-ї категорії в рамках Світової чемпіонської серії Вірджинії Слімс 1989. Тривав з 10 квітня до 16 квітня 1989 року. Друга сіяна Белінда Кордвелл здобула титул в одиночному розряді й отримала 12 тис. доларів США.

## Фінальна частина

### Одиночний розряд
Белінда Кордвелл —  Кідзімута Акіко 6–1, 6–0
- Для Кордвелл це був 1-й титул за рік і 2-й - за кар'єру.

### Парний розряд
Белінда Кордвелл /  Елізабет Смайлі —  Енн Гендрікссон /  Бет Герр 6–7(6–8), 6–2, 6–1
- Для Кордвелл це був 2-й титул за сезон і 3-й — за кар'єру. Для Смайлі це був 2-й титул за сезон і 23-й — за кар'єру.